# Leopold Socha
Leopold Socha (Leópolis, 28 de agosto de 1909 – 12 de mayo de 1946, Gliwice, Polonia) fue un trabajador e inspector de cloacas en la actual ciudad de Leópolis.

## Historia
Durante la Segunda Guerra Mundial, Socha refugio a judíos del gueto de Leópolis para salvarlos de los nazis en 1943-44.
Socha y su compañero de tarea Stefan Wroblewski escondieron al grupo durante 14 meses, proveyéndoles comida y ropa, en un principio pagado por las familias y luego de sus propios fondos
Después de la liberación, Socha se mudó con su esposa Magdalena a Gliwice donde fue atropellado por un tanque ruso perdiendo la vida.
De las 21 personas que ayudó, sobrevivieron 10 después de 14 meses de cautiverio en los desagües.
Los sobrevivientes fueron:
- Itzhak (Ignacy) Chigier - 1906
- Pauline (Pepa) nee Gold Chigier esposa
- Krystyna, Keron Chigier hija (28 de octubre de 1935-)
- Paul Chigier, hijo (18 de mayo de 1939 - d. 1978)
- Cypora Halina Wind Preston (1921-1982)
- Chaskiel Orenbach
- James Berestycki
- Genia Weinberg
- Klara nee Margulies Keler
- Edmund Margulies

## Premio
En 1978 Socha y su esposa Magdalena, católicos practicantes, (y su colaborador Stefan Wroblewski) fueron homenajeados con el título "Justos entre las Naciones", en Israel.

## Legado
Es el protagonista de la historia de Agnieszka Holland en la película In Darkness. Su historia también aparece en el libro The Girl in the Green Sweater: A Life in Holocaust's Shadow de Krystyna Chigier (una de las supervivientes) y en In the Sewers of Lvov de Robert Marshall.